# ジョイホース浜松
ジョイホース浜松（ジョイホースはままつ）は、静岡県浜松市中区（現：中央区）にあった神奈川県川崎競馬組合の会員制地方競馬場外勝馬投票券発売所である。

## 施設概要
ジョイホース浜松はかじ町プラザの3階に2013年2月25日開設された。
この施設は会員制の場外馬券売場で、川崎競馬場を中心とした南関東公営競馬と、近在の名古屋競馬場の全ての馬券が発売される。利用するためには入会時に会員登録と年会費（2年間有効）2000円、身分証提示（持参受付のみ）が必要。会員は一般席に入場できるが、特別観覧席として有料指定席も48席あり、こちらの利用には1席1日1500円が必要となる。
施設所有者はかじ町プラザを管理するアサヒハウスグループを中心に設立された株式会社シティーリゾートで、公営競技場外施設を保有する花月園観光が資本参加している。
2023年1月6日をもって勝馬投票券の発売を終了することになった。

## 交通
- 遠州鉄道新浜松駅下車、徒歩3分。
- JR東海浜松駅下車、徒歩3分強。
- 駐車場は近隣西側のかじプラ第2パーキングが指定されている。